# Wahan Malesjan
Wahan Malesjan (armenisch Վահան Մալեզեան; * 21. Septemberjul. / 3. Oktober 1871greg. in Sulina, Rumänien; † 1966 in Nizza) war ein armenischer Dichter und Schriftsteller.

## Leben
Nach Malesjans Geburt zog die Familie nach Konstantinopel um, wo Malesjan Hagop Gurgens Privatschule besuchte. Anschließend studierte er Jura mit Abschluss 1895. 1890 erschien seine erste Gedichtsammlung und 1892 eine Verserzählung. 1896 wurde er in Mersin wegen revolutionärer Aktivitäten verhaftet und blieb ein Jahr lang in Haft.
1898 ließ sich Malesjan in Kairo nieder. Dort gründete er mit anderen die konstitutionell-demokratische Partei Sahmanadrakan Ramkavar, die sich später zusammen mit anderen Parteien zur Demokratisch-Liberalen Partei zusammenschloss. In der 1906 in Kairo gegründeten Armenischen Allgemeinen Wohltätigkeitsunion übte er Verwaltungsämter aus. Er verfasste zahlreiche Lyrik- und Prosatexte. 1923 zog er nach Brüssel um und 1927 nach Frankreich, wo er in Paris und Marseille lebte. Nach dem Zweiten Weltkrieg wohnte er in New York. 1948 ließ er sich schließlich in Nizza nieder. 1950 und 1955 erschienen seine gesammelten Werke. Auch übersetzte er Werke insbesondere von Victor Hugo, Henri Barbusse und Maurice Maeterlinck. Zu seinem 85. Geburtstag erschien ein Band zu seinem Leben und seinen Werken.